# Louis Leroux
Louis Leroux (Le Longeron, 23 gennaio 2006) è un calciatore francese, centrocampista del Nantes e della nazionale Under-20 francese.

## Caratteristiche tecniche
È un centrocampista completo, dotato di grande abilità nell'intercettare i passaggi e nel chiudere le linee avversarie in fase difensiva. Allo stesso tempo, è capace di far avanzare la squadra, gestendo il possesso palla con intelligenza tattica. In fase di costruzione, si distingue per la sua eccellente visione di gioco e lucidità nelle scelte.

## Carriera

### Club
Appassionato di calcio, inizia a praticarlo all'età di cinque anni al Longeron Torfou, club della sua città natale.
Notato da Stéohane Guédon, uno degli scout del Nantes, nel 2020 lo stesso lo convince ad unirsi alle giovanili del club.
Qui si mette subito in mostra, infatti nella stagione 2022-2023 vince il campionato under-19; mentre durante la stagione successiva, seppur non riuscendo a ripetersi in campionato, contribuisce significativamente al raggiungimento di un risultato storico per il club, le semifinali di UEFA Youth League.
Grazie alle ottime prestazioni, nell'estate 2024 viene promosso in prima squadra assieme a Bahereba Guirassy e Dehmaine Assoumani. Nello stesso periodo, il 31 agosto 2024, debutta ufficialmente in Ligue 1 nell'incontro vinto per 3-1 contro il Montpellier.
Il 1º novembre seguente firma il suo primo contratto professionistico.
Il 23 febbraio 2025, alla prima da titolare, mette a segno la prima rete in maglia gialloverde, aprendo le marcature nella vittoria per 3-1 contro il Lens.

### Nazionale
Riceve la prima convocazione per una delle selezioni nazionali francesi nel 2025, venendo convocato dal commissario tecnico dell'Under-20 per prendere parte al Torneo Maurice Revello, in programma nel giugno 2025.
Dopo aver debuttato in nazionale nella stessa competizione, il 13 giugno segna anche la prima rete con essa, in occasione  della semifinale contro i pari età del Messico vinta per 3-1. Pochi giorni dopo, il 15 giugno, gioca da titolare la vittoriosa finale contro l'Arabia Saudita, finita 3-1 a favore della Francia.

## Statistiche

### Presenze e reti nei club
Statistiche aggiornate al 17 agosto 2025.
| Stagione        | Squadra         | Campionato      | Campionato | Campionato | Coppe nazionali | Coppe nazionali | Coppe nazionali | Coppe continentali | Coppe continentali | Coppe continentali | Altre coppe | Altre coppe | Altre coppe | Totale | Totale | Totale |
| Stagione        | Squadra         | Comp            | Pres       | Reti       | Comp            | Pres            | Reti            | Comp               | Pres               | Reti               | Comp        | Pres        | Reti        | Pres   | Reti   |        |
| --------------- | --------------- | --------------- | ---------- | ---------- | --------------- | --------------- | --------------- | ------------------ | ------------------ | ------------------ | ----------- | ----------- | ----------- | ------ | ------ | ------ |
| 2023-2024       | Nantes 2        | N3              | 13         | 0          | -               | -               | -               | -                  | -                  | -                  | -           | -           | -           | 13     | 0      |        |
| 2024-2025       | Nantes 2        | N3              | 3          | 1          | -               | -               | -               | -                  | -                  | -                  | -           | -           | -           | 3      | 1      |        |
| Totale Nantes 2 | Totale Nantes 2 | Totale Nantes 2 | 16         | 1          |                 | -               | -               |                    | -                  | -                  |             | -           | -           | 16     | 1      |        |
| 2024-2025       | Nantes          | L1              | 16         | 2          | CF              | 2               | 0               | -                  | -                  | -                  | -           | -           | -           | 18     | 2      |        |
| 2025-2026       | Nantes          | L1              | 1          | 0          | CF              | 0               | 0               | -                  | -                  | -                  | -           | -           | -           | 1      | 0      |        |
| Totale Nantes   | Totale Nantes   | Totale Nantes   | 17         | 2          |                 | 2               | 0               |                    | -                  | -                  |             | -           | -           | 19     | 2      |        |
| Totale carriera | Totale carriera | Totale carriera | 33         | 3          |                 | 2               | 0               |                    | -                  | -                  |             | -           | -           | 35     | 3      |        |

## Palmarès

### Club

#### Competizioni giovanili
- Championnat National U19: 1

2022-2023

### Nazionale

#### Competizioni giovanili
- Torneo Maurice Revello: 1

2025